# Epístolas paulinas
Las epístolas paulinas son un conjunto de trece o catorce cartas (epístolas) escritas o atribuidas a Pablo de Tarso y redactadas en griego koiné en el siglo I. Se trata de un corpus de escritos representativos del llamado cristianismo paulino, una de las cuatro corrientes básicas del cristianismo primitivo que terminaron por integrar el canon bíblico. De las epístolas paulinas nos han llegado copias tan antiguas como el papiro {\displaystyle {\mathfrak {P}}}46 datado de los años 175-225. Las epístolas paulinas (o al menos una parte de ellas) fueron aceptadas unánimemente por todas las Iglesias y son para el cristianismo, ya desde sus primeros tiempos, una fuente ineludible de pensamiento y de espiritualidad.
Las epístolas no son cartas en el sentido habitual de correspondencia sino que incluyen textos de catequesis, polémicas, preceptos litúrgicos y reglas de convivencia, credos y especulaciones teológicas, recuerdos personales e ideas filosóficas y cristológicas variadas y a veces contradictorias entre sí.
Suelen distinguirse las llamadas epístolas paulinas auténticas, que tienen en Pablo de Tarso su autor prácticamente indiscutido, de las epístolas paulinas pseudoepigráficas —también llamadas deuteropaulinas—, un conjunto de escritos epistolares que se presentan como suyos pero que la crítica moderna, conocedora del fenómeno de la pseudoepigrafía típico de las obras antiguas orientales y griegas, atribuye a otros autores asociados de manera más o menos cercana con Pablo.La epístola más controvertida es la de los Hebreos, que se considera unánimemente obra apócrifa. 
Las siete epístolas consideradas auténticas (Epístola a los romanos, Primera y Segunda epístola a los corintios, Epístola a los gálatas, Epístola a los filipenses, Primera epístola a los tesalonicenses —probablemente la más antigua—, y Epístola a Filemón), dirigidas a creyentes cristianos de diversas iglesias casi todas fundadas por el propio Pablo, conforman la sección más antigua del corpus del Nuevo Testamento. La crítica textual moderna sostiene que fueron escritas por el Apóstol apenas 20-25 años después de la muerte de Jesús de Nazaret.No obstante, algunas de ellas no fueron escritas tal cual por Pablo sino que se trata de compilaciones de varios textos; en particular la larga primera epístola a los Corintios.Algunos pasajes, por otra parte, podrían ser interpolaciones posteriores; por ejemplo el Cántico del amor (1 Cor 13), la orden a las mujeres de callarse en las asambleas (1 Cor 14,33-35) o la diatriba contra los judíos (1 Tes 2, 13-16).
Las epístolas paulinas suelen situarse entre los Hechos de los Apóstoles y las epístolas católicas (también llamadas epístolas generales) en las ediciones modernas de la Biblia. En la Antigüedad se solían colocar al comienzo del Nuevo Testamento (en la mayoría de los manuscritos griegos), o al final del mismo (manuscritos minúsculos 175, 325, 336 y 1424) .

## Las trece o catorce cartas

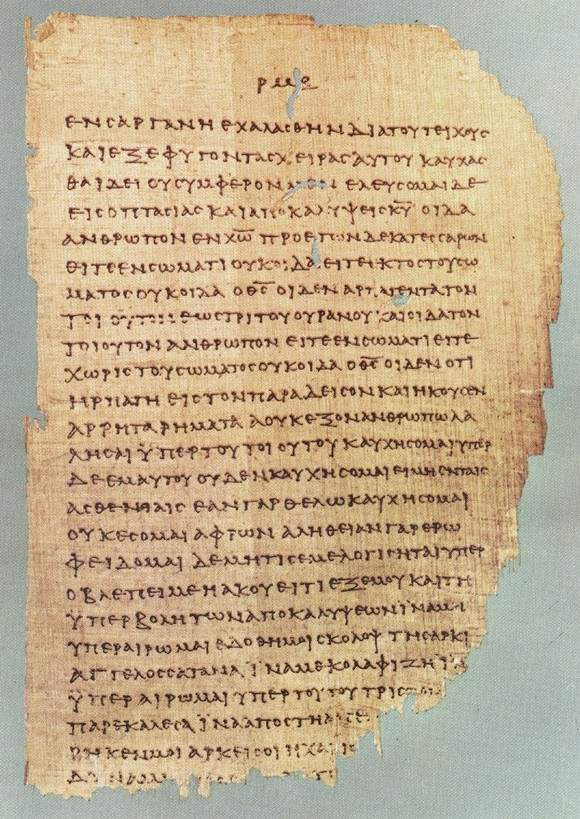
Un folio del papiro ^{46} que contiene el pasaje correspondiente a la Segunda epístola a los corintios 11:33–12:9. El folio presenta una laguna al pie. Se trata de un papiro de Categoría I según la clasificación de Kurt Aland y Barbara Aland y fue datado de los años 175-225.

En las ediciones actuales del Nuevo Testamento las epístolas paulinas se presentan en el orden siguiente: 
| Romanos                   | Iglesia en Roma       | Πρὸς Ῥωμαίους         | Epistula ad Romanos             | Rom              | Ro   |
| 1 Corintios               | Iglesia de Corinto    | Πρὸς Κορινθίους Αʹ    | Epistula I ad Corinthios        | 1 Cor            | 1C   |
| 2 Corintios               | Iglesia de Corinto    | Πρὸς Κορινθίους Βʹ    | Epistula II ad Corinthios       | 2 Cor            | 2C   |
| Epístola a los Gálatas    | Iglesia en Galacia    | Πρὸς Γαλάτας          | Epistula ad Galatas             | Gal              | G    |
| Epístola a los efesios    | Iglesia en Éfeso      | Πρὸς Ἐφεσίους         | Epistula ad Ephesios            | Eph              | E    |
| Epístola a los filipenses | Iglesia en Filipos    | Πρὸς Φιλιππησίους     | Epistula ad Philippenses        | Phil             | Phi  |
| Epístola a los colosenses | Iglesia de Colosas    | Πρὸς Κολοσσαεῖς       | Epistula ad Colossenses         | Col              | C    |
| 1 Tesalonicenses          | Iglesia en Tesalónica | Πρὸς Θεσσαλονικεῖς Αʹ | Epistula I ad Thessalonicenses  | 1 Tesalonicenses | 1Th  |
| 2 Tesalonicenses          | Iglesia en Tesalónica | Πρὸς Θεσσαλονικεῖς Bʹ | Epistula II ad Thessalonicenses | 2 Thess          | 2Thh |
| 1 Timoteo                 | San Timoteo           | Πρὸς Τιμόθεον Αʹ      | Epistula I ad Timotheum         | 1 Tim            | 1T   |
| 2 Timoteo                 | San Timoteo           | Πρὸς Τιμόθεον Αʹ      | Epistula II ad Timotheum        | 2 Tim            | 2T   |
| Tito                      | San Tito              | Πρὸς Τίτον            | Epistula ad Titum               | Tit              | T    |
| Epístola a Filemón        | San Filemón           | Πρὸς Φιλήμονα         | Epistula ad Philemonem          | Philem           | P    |
| Hebreos*                  | Discutido             | Πρὸς Ἑβραίους         | Epistula ad Hebraeos            | Heb              | H    |

Este orden es notablemente coherente en la tradición manuscrita, con muy pocas desviaciones. El principio evidente de organización es la longitud descendente del texto griego, pero manteniendo las tres epístolas pastorales dirigidas a individuos en una sección final separada. La única anomalía es que Gálatas precede a la ligeramente más larga Efesios.
De estas epístolas cuatro son personales (a Filemón, a Tito, Primera y Segunda a Timoteo), mientras que el resto son colectivas (Primera y Segunda a los Tesalonicenses, a los Gálatas, Primera y Segunda a los Corintios, a los Romanos, a los Filipenses, a los Colosenses y a los Efesios), esto es, no dirigidas a una persona en particular sino a la comunidad eclesiástica de manera colectiva.
| Fecha    | Nombre           | Localización de la autoría |
| -------- | ---------------- | -------------------------- |
| c. 48    | Gálatas          | Antioquía (incierto)       |
| c. 49–51 | 1 Tesalonicenses | Corinto                    |
| c. 49–51 | 2 Tesalonicenses | Corinto                    |
| c. 53–55 | 1 Corintios      | Éfeso                      |
| c. 55–56 | 2 Corintios      | Macedonia                  |
| c. 57    | Romanos          | Corinto                    |
| c. 62    | Efesios          | Roma                       |
| c. 62    | Filipenses       | Roma                       |
| c. 62    | Colosenses       | Roma                       |
| c. 62    | Filemón          | Roma                       |
| c. 62–64 | 1 Timoteo        | Macedonia                  |
| c. 62–64 | Tito             | Nicópolis                  |
| c. 64–67 | 2 Timoteo        | Roma                       |

Con respecto a la Epístola a los Hebreos, aunque tradicionalmente se la ha considerado paulina y por tanto se la enmarca en esa categoría, la crítica bíblica actual señala que el autor no es propiamente Pablo. De hecho, en su texto no se indica ni el remitente ni los destinatarios y, en el siglo III, Ireneo de Lyon dijo que la mentalidad era de Pablo pero que la pluma solo Dios lo sabe.En las ediciones modernas, esta epístola se coloca al final de las cartas de Pablo y antes de las epístolas generales. Esta práctica se popularizó a través de la Vulgata del siglo IV por Jerónimo, que era consciente de las antiguas dudas sobre su autoría, y también se sigue en la mayoría de los manuscritos medievales bizantinos sin apenas excepciones.
La colocación de Hebreos entre las epístolas paulinas es menos consistente en los manuscritos:
- entre Romanos y 1 Corintios (es decir, en orden por extensión sin dividir las Epístolas a los Corintios): Papiro 46 y minúsculos 103, 455, 1961, 1964, 1977, 1994.
- Entre 2 Corintios y Gálatas: minúsculos 1930, 1978 y 2248.
- entre Gálatas y Efesios: implícito en la numeración del B. En B, Gálatas termina y Efesios comienza en el mismo lado del mismo folio (página 1493); de forma similar, 2 Tesalonicenses termina y Hebreos comienza en el mismo lado del mismo folio (página 1512).[11]
- entre 2 Tesalonicenses y 1 Timoteo (es decir, antes de las Pastorales): א, A, B, C, H, [Codex Freerianus], [Codex Guelferbytanus A], [Uncial 0150], [Uncial 0151], [Uncial 0151], y unos 60 minúsculos (p. ej., el Minuscule 0150). g. 218, 632)
- después de Filemón: D, 048, E, K, L y la mayoría de los minúsculos.
- omitidos: F y G

## Epístolas paulinas perdidas
Los escritos atribuidos a Pablo mencionan varias de sus cartas que no se han conservado:
- Una primera, o «número cero», epístola a Corinto, también llamada Una epístola anterior de Pablo a los Corintios,[12] o Carta anterior de Pablo a los corintios,[13] posiblemente referenciada en 1 Corintios 5:9.[14]
- Una tercera epístola a Corinto, escrita entre 1 y 2 Corintios, también llamada la Carta severa, a la que se hace referencia en 2 Corintios 2:4[15] y 2 Corintios 7:8-9.[16]
- Una epístola anterior a los Efesios referenciada en Efesios 3:3-4.[17]
- Una posible Epístola a los laodicenses paulina, [13] referenciada en Colosenses 4:16.[18]

## Epístolas pseudoepigráficas
Varias otras epístolas fueron atribuidas a Pablo en el curso de la historia, pero ahora se consideran pseudoepigráficas:
- Tercera epístola a los corintios, una correspondencia de dos cartas supuestamente enviadas por los corintios a Pablo, y luego una carta de respuesta supuestamente enviada por Pablo a la Iglesia de Corinto. Fue considerada genuina durante algún tiempo por la Iglesia ortodoxa siriaca y la Iglesia apostólica armenia, pero ahora se la fecha en la segunda mitad del siglo II de nuestra era.[19][20]
- Epístola a los alejandrinos, una supuesta epístola escrita por Pablo a la Iglesia de Alejandría. Se menciona en el fragmento muratoriano (siglo II de nuestra era), que la denuncia como una obra espuria falsificada por Marción de Sinope. Su texto se ha perdido y nada se sabe de su contenido.[21]
- Versiones no paulinas de la Epístola a los laodicenses:
  - La Epístola marcionita a los Laodicenses. El fragmento Muratorian (siglo II de nuestra era) denuncia una Epístola a los Laodicenses como otro trabajo espurio forjado por Marcion de Sinope. Su texto se ha perdido y no se sabe nada de su contenido.[21]
  - La Epístola latina a los Laodicenses. Se encuentra en algunos manuscritos bíblicos latinos antiguos, pero se considera en general una falsificación, y es en gran parte una copia de versículos de la Epístola a los Filipenses. Las teorías varían, pero posiblemente se falsificara para contrarrestar la popularidad de la epístola marcionita.[21]
- Correspondencia de Pablo y Séneca, una colección de correspondencia que afirma ser entre Pablo y Séneca el Joven. Son universalmente consideradas una falsificación del siglo IV de nuestra era.[22]

## Objetivo y contenido de las cartas
El objetivo de estas cartas es dar instrucciones a los cristianos sobre el modo de comportarse y responder a sus inquietudes. En general el autor da ánimos a sus lectores y responde a sus preguntas o preocupaciones (Tesalonicenses y Corintios), en ocasiones los reprende (Gálatas y 2 Corintios) y a veces les escribe como muestra de agradecimiento por su comportamiento (Filipenses). En las llamadas epístolas pastorales (1 y 2 Timoteo y Tito) el tema central es la organización interna de la iglesia (obispos, presbíteros, diáconos, etc.) 
Además de estas cartas, se cree que Pablo hizo otros escritos que se acabaron perdiendo. Por ejemplo, en la Primera Epístola a los Corintios Pablo parece que alude a una carta anterior (1 Corintios 5:9)

### 1 Timoteo
Consiste principalmente en consejos a Timoteo sobre las formas de culto y organización de la iglesia, y las responsabilidades que recaen sobre sus diversos miembros, incluidos los epískopoi (ἐπίσκοποι, traducidos tradicionalmente como obispos) y los diákonoi (διάκονοι); y en segundo lugar de exhortación a la fidelidad para mantener la verdad en medio de los errores circundantes (4: 1ss). El «carácter irregular, las conexiones abruptas y las transiciones poco precisas» de la epístola (Moffatt 1911), han llevado a los críticos a discernir interpolaciones posteriores, como la epístola-conclusiva 6:20-21, leída como una referencia a Marción.

### 2 Timoteo
El autor (que se autoidentifica como el apóstol Pablo) ruega a Timoteo que acuda a él antes del invierno y que lleve consigo a Marcos. Anticipándose a que «se acercaba el momento de su partida», exhorta a su «hijo Timoteo» a la firmeza frente a las falsas enseñanzas, a la paciencia bajo la persecución y a cumplir los deberes de su cargo.

### Tito
Breve carta está dirigida a Tito, un trabajador cristiano en Creta, que incluye consejos sobre el carácter y la conducta exigidos a los dirigentes de la Iglesia (capítulo 1), una organización para la enseñanza cristiana (capítulo 2), y el tipo de conducta exigida a los cristianos (capítulo 3). Incluye la frase citada por el autor de una fuente cretense «Los cretenses son siempre mentirosos, bestias malvadas y glotones perezosos» (1:12).

## Autoría de las cartas

### Las epístolas paulinas auténticas
Las cartas universalmente consideradas de la pluma de Pablo son las siguientes:
- la Primera epístola a los tesalonicenses
- la Epístola a los filipenses
- la Primera epístola a los corintios
- la Segunda epístola a los corintios
- la Epístola a los gálatas
- la Epístola a Filemón
- la Epístola a los romanos.

Este corpus de epístolas auténticas es único en más de un sentido:
1. Porque se conoce a ciencia cierta su autor, y su autenticidad resulta reconocida ampliamente desde el análisis científico-literario actual.
2. Porque su fecha de redacción es la más antigua de los libros del Nuevo Testamento, apenas 20-25 años posterior a la muerte de Jesús de Nazaret, y probablemente anterior a la de los evangelios en su versión definitiva conocida hoy, por lo que constituyen documentación de carácter capital en cualquier análisis sobre los inicios del cristianismo.
3. Porque ninguna otra personalidad del Nuevo Testamento se conoce a nivel semejante a través de sus escritos.

Aunque las cartas tenían por función inmediata abordar problemas resultantes de situaciones concretas, es muy verosímil que las comunidades a las cuales estas cartas estuvieron dirigidas las atesorasen y que prontamente las compartieran con otras comunidades paulinas. Así, resulta altamente probable que hacia fines del siglo I estos escritos ya existieran como corpus, resultante del trabajo de una escuela paulina que recopiló sus cartas para conformar el legado escrito del Apóstol.

### Las epístolas paulinas pseudoepigráficas o epístolas deuteropaulinas
La autoría de algunas de estas epístolas es discutida desde al menos el siglo XVIII, creyéndose que algunas de ellas fueron escritas por discípulos de Pablo que las firmaron con el nombre de su maestro (pseudoepigrafía). Los argumentos en contra de la autoría paulina de estos escritos se basan en el estilo literario, el vocabulario empleado y la doctrina. Se trata de las siguientes obras:
- la Segunda epístola a los tesalonicenses
- la Epístola a los colosenses
- la Epístola a los efesios
- la Primera epístola a Timoteo
- la Segunda epístola a Timoteo
- la Epístola a Tito.

Según Raymond Edward Brown, el 80-90 % de la crítica considera pseudónimas la Epístola a Tito, la Primera epístola a Timoteo y la Segunda epístola a Timoteo. También señala que el 80 % más o menos de la crítica considera pseudónima la Epístola a los efesios; el 60 % de la crítica considera pseudónima la Epístola a los colosenses; y aproximadamente el 50 % de la crítica considera pseudónima la Segunda epístola a los tesalonicenses, aunque esta última opinión va en aumento.
En el mismo sentido se expresa Antonio Piñero: que existe un amplio consenso, aunque no unanimidad, en que las llamadas epístolas pastorales (1 y 2 Timoteo y Tito) no son auténticas sino obra de algún discípulo suyo y que esta opinión no solo se da entre los críticos, sino que es asumida cada vez más por muchos teólogos; y que respecto a la autoría de la Epístola a los efesios y de la Epístola a los colosenses, las opiniones están más divididas, aunque cada vez hay más acuerdo, incluso entre los teólogos, en que no son obra de Pablo sino de algún discípulo suyo. Vidal García también se expresó en el mismo sentido: «Se trata, sin duda, de escritos pseudoepigráficos, en los que sus autores se presentan como «Pablo», dando a entender así que recurren a la autoridad de la tradición paulina; pero tanto su vocabulario y estilo como su concepción demuestran que ellos no son el Pablo auténtico».Piñero afirma que los especialistas están divididos casi al 50 % con relación a si la Segunda Epístola a los Tesaloniceses es o no paulina.
El hecho de que se sugiera que estos escritos canónicos pueden ser pseudoepigráficos o deuteropaulinos se interpretan como resultante de la autoridad del Apóstol. En efecto, significa que una «escuela» recurrió a la autoridad del Apóstol para validar sus escritos.

#### Argumentos en contra de la autoría paulina
Las epístolas pastorales están ausentes de algunos manuscritos bíblicos tempranos, incluido el Codex Vaticanus del siglo IV (uno de los manuscritos bíblicos casi completos más antiguos que existen) y el Papyrus 46 de Chester Beatty del siglo II o III (la copia casi completa más antigua de las epístolas paulinas).
Sobre la base de su lenguaje, contenido y otros factores, las epístolas pastorales son consideradas por los eruditos escépticos como no escritas por Pablo, sino redactadas después de su muerte. (Sin embargo, a veces se piensa que la Segunda Epístola a Timoteo tiene más probabilidades que las otras dos de haber sido escrita por Pablo.) Comenzando por Friedrich Schleiermacher en una carta publicada en 1807, los críticos textuales bíblicos y los eruditos que examinan los textos no encuentran su vocabulario y estilo literario similares a los de las cartas de Pablo incuestionablemente auténticas, no logran encajar la situación vital de Pablo en las epístolas en la biografía reconstruida de Pablo, e identifican principios de la iglesia cristiana emergente en lugar de los de la generación apostólica. 
Un segundo ejemplo serían los roles de género representados en las cartas. Las cartas pastorales proscriben ciertos papeles para las mujeres de una manera que parece desviarse de la enseñanza más igualitaria de Pablo de que en Cristo no hay ni hombre ni mujer. A este argumento se la ha opuesto que los papeles separados para hombres y mujeres también se mencionan en la Primera Carta a los Corintios (14:34-35), que afirma que «es una vergüenza que las mujeres hablen en la iglesia». Sin embargo, estos versículos son considerados una interpolación posterior por otros comentaristas, como Jerome Murphy-O'Connor. Esto se habría hecho para que 1 Corintios fuera más aceptable para los líderes eclesiásticos de épocas posteriores.
Otro argumento, observado por los biblistas desde Schleiermacher en 1807, es que las epístolas pastorales parecen argumentar en contra de una versión del gnosticismo más desarrollada de lo que sería compatible con la época de Pablo.

#### Argumentos a favor de la autoría de Pablo
Algunos autores, como los miembros de la Escuela bíblica y arqueológica francesa de Jerusalén, sostienen la autoría paulina de estas cartas, en particular de la Epístola a los colosenses, argumentando que las variaciones en el estilo y en la temática se pueden justificar por el cambio del marco histórico en que se escribieron.
Los tradicionalistas arguyen que, entre los Padres apostólicos, «se puede argumentar a favor del uso que Ignacio hace de ... 1 y 2 Timoteo«. De forma similar para Policarpo. El autor no identificado del Fragmento muratoriano (c. 170) enumera las Pastorales como paulinas, mientras que excluye otras, por ejemplo, la a los laodicenses. Según autores posteriores, Orígenes se habría referido a las «catorce epístolas de Pablo» sin nombrar específicamente a Tito o Timoteo  y algunos creen que Orígenes escribió un comentario sobre al menos la epístola a Tito.
Stanley Porter o Ray Van Neste consideran que la ubicación de las epístolas pastorales encaja dentro de la vida y obra de Pablo y achacan las diferencias lingüísticas a las diferencias en los destinatarios.

#### Fecha
Es posible que 1 y 2 Timoteo fueran conocidas y utilizadas por Policarpo en su epístola a los filipenses. Como Policarpo murió hacia 155-167, esto podríaestablecer un límite superior para la datación de las epístolas pastorales. Ireneo hace referencia explícita a las epístolas a Timoteo en su tratado anti-Gnóstico Contra las herejías, escrito hacia 180. Las propuestas de los eruditos sobre la fecha de su composición han oscilado entre el siglo I y bien entrado el II.
Las fechas más tardías suelen basarse en la hipótesis de que las Pastorales responden a desarrollos específicos del siglo II como el marcionismo y el gnosticismo. Varios eruditos han argumentado que las epístolas pastorales atacan al marcionismo en particular. Si se considera que Marción comenzó su ministerio en serio sólo después de su excomunión de la iglesia romana en 144, entonces esto sugeriría que las epístolas pastorales fueron escritas después del 144. Esto es coherente con que el canon de Marción incluyera epístolas de Pablo pero no las pastorales.
Una posición minoritaria sostiene una fecha de composición hacia 80-100 en base a la mención en 2 Timoteo 1:5 de que la madre y la abuela cristianas de Timoteo le transmitieron su fe, como alusión a que la audiencia original serían cristianos de tercera generación.

## Epístolas recopiladas
David Trobisch considera probable que Pablo recopilara primero sus cartas para publicarlas él mismo. Era práctica habitual en la época de Pablo que los escritores de cartas se quedaran con una copia para ellos y enviaran una segunda copia al destinatario o destinatarios; las colecciones de cartas antiguas que se conservan proceden a veces de las copias de los remitentes, y otras veces de las copias de los destinatarios. Una colección de cartas de Pablo circuló separada de otros escritos cristianos primitivos y más tarde pasó a formar parte del Nuevo Testamento. Cuando se estableció el canon, los evangelios y las cartas de Pablo eran el núcleo de lo que se convertiría en el Nuevo Testamento.